# Nicola Country
Das Nicola Country, auch als Nicola Valley bekannt und oft einfach als The Nicola bezeichnet, ist eine Region in der kanadischen Provinz British Columbia. Ursprünglich als Nicolas’ Country oder Nicholas’ Country bezeichnet, später zu Nicola's Country gewandelt und schließlich vereinfacht, gehört es zum südlichen British Columbia Interior. Es ist die wichtigste Untereinheit des größeren Thompson Country und wird oft auf das Thompson-Nicola Regional District in gesonderter Form oder in Kombination bezogen. Die Kombination Nicola-Similkameen ist gleichfalls gebräuchlich.

## Geschichte
Das Nicola Country ist im Großen und Ganzen mit dem Einzugsgebiet des Nicola River synonym, wurde aber im Gegensatz zu ähnlichen regionalen Namen in British Columbia nicht nach dem Fluss benannt. Es ist eher so, dass beides benannt wurde, weil die Region unter der Herrschaft von Nicola (Hwistesmexteqen) stand, des prominentesten und einflussreichsten Führers der Nicola, die wie die Region und der Fluss nach dem Häuptling benannt, d. h. als „Nicola's Volk“ bezeichnet wurden. Nicola war der Sohn von Pelkamulox, einem Häuptling der Okanagan, welcher auf Einladung von Kwa'lila, dem Secwepemc-Häuptling von Kamloops, im Tal des Flusses siedelte, um den Drangsalierungen an seinem früheren Domizil am Ufer des Okanagan Lake zu entgehen. Sie gründeten die vereinte Gemeinschaft der Okanagan und der Nlaka'pamux, die als Nicola-Volk bekannt sind. Ihre Führung bildet das Scwʼexmx Tribal Council (auch als Nicola Tribal Association bezeichnet), dem einst auch die heute nicht mehr existenten Stuwix oder Nicola Athapaskans angehörten.

## Geographie
Anders als bei den verschiedenen First Nations Reserves gibt es im Nicola Country eine Reihe kleiner nicht-indigener Siedlungen. Die einzige bedeutende und auch größte Stadt ist Merritt. Ebenfalls erwähnenswert ist die Douglas Lake Ranch, einer der größten Viehzucht-Betriebe der Welt. Seine Hauptquartiere liegen nördlich und östlich von Merritt am Douglas Lake, doch die Ländereien erstrecken sich hauptsächlich auf dem Thompson Plateau und auch auf das Land jenseits dessen im Shuswap Highland, nordöstlich davon, sowie nach Norden auf dem Bonaparate Plateau.
Im Regenschatten der Nördlichen Kaskadenkette und der Lillooet Ranges der Coast Mountains gelegen, ist das Klima im Nicola Country trocken und im Sommer sehr heiß. Aufgrund der höheren Lage als die umgebenden Becken ist es kühler als in Kamloops, im Okanagan, im Shuswap- oder im unteren Thompson-Gebiet. Die Vegetation in den unteren Lagen neigt zu Strauchsteppe und offenen Kiefernwäldern, während die höheren Lagen dicht mit Koniferen-Wäldern bewachsen sind. Wilde Tiere sind häufig, und die Pazifik-Klapperschlange kommt gleichfalls in der Region vor.